# Bradley (Califòrnia)
Bradley és una concentració de població designada pel cens dels Estats Units a l'estat de Califòrnia. Segons el cens del 2000 tenia 120 habitants.

## Demografia
Segons el cens del 2000, Bradley tenia 120 habitants, 40 habitatges, i 29 famílies. La densitat de població era de 421,2 habitants/km².
Dels 40 habitatges en un 42,5% hi vivien nens de menys de 18 anys, en un 52,5% hi vivien parelles casades, en un 15% dones solteres, i en un 27,5% no eren unitats familiars. En el 17,5% dels habitatges hi vivien persones soles el 2,5% de les quals corresponia a persones de 65 anys o més que vivien soles. El nombre mitjà de persones vivint en cada habitatge era de 3 i el nombre mitjà de persones que vivien en cada família era de 3,38.
Per edats la població es repartia de la següent manera: un 32,5% tenia menys de 18 anys, un 10,8% entre 18 i 24, un 32,5% entre 25 i 44, un 14,2% de 45 a 60 i un 10% 65 anys o més.
L'edat mediana era de 30 anys. Per cada 100 dones de 18 o més anys hi havia 102,5 homes.
La renda mediana per habitatge era de 48.000 $ i la renda mediana per família de 46.250 $. Els homes tenien una renda mediana de 35.833 $ mentre que les dones 13.750 $. La renda per capita de la població era de 15.344 $. Entorn de l'11,1% de les famílies i el 19% de la població estaven per davall del llindar de pobresa.

## Poblacions properes
El següent diagrama mostra les poblacions més properes.